# Woschod (Raumschiff)

Woschod-1 und -2

Woschod [vasˈxɔt] (alternative Schreibweise Woßchod, russisch Восход „Sonnenaufgang“, englisch Voskhod) war das Nachfolgeprojekt der Wostok-Flüge im Rahmen der sowjetischen Raumflüge der frühen 1960er Jahre. Das Raumschiff wurde durch das OKB-1 Koroljow (Experimental-Konstruktionsbüro-1, heute RKK Energija) aus dem einsitzigen Vorläufer Wostok entwickelt.

## Das Woschod-Programm
Erstmals flogen mit einem Woschod-Raumschiff mehrere Personen in einem Raumschiff in die Erdumlaufbahn. Sie kamen damit erneut den US-Amerikanern zuvor, welche erst rund fünf Monate später mit Gemini 3 zwei Menschen in den Weltraum beförderten und erst vier Jahre später mit Apollo 7 drei Personen in einem Raumschiff unterbrachten. Für die Unterbringung von drei Personen im Woschod-Raumschiff mussten drastische Maßnahmen getroffen werden. Aus Platzgründen konnten die Kosmonauten keine Druckanzüge tragen, was gegenüber der Öffentlichkeit mit der hohen Sicherheit des neuen Raumschiffs begründet wurde. Tatsächlich wurden bei den Flügen extreme Risiken für die Besatzung während des Starts in Kauf genommen, bei einer Havarie auf den Startplatz bzw. während der ersten fünfzig Sekunden nach dem Abheben gab es keine Rettungsmöglichkeit für die Besatzungen.
Die zweite bemannte Mission mit zwei Kosmonauten hatte erstmals einen Weltraumausstieg (EVA) zum Ziel. Beide Raumfahrer trugen jetzt Raumanzüge, auch der in der Druckkabine verbleibende Kommandant. Nochmals konnte die Sowjetunion den Amerikanern um einige Wochen zuvorkommen.

### Die Woschod-Raumschifffamilie

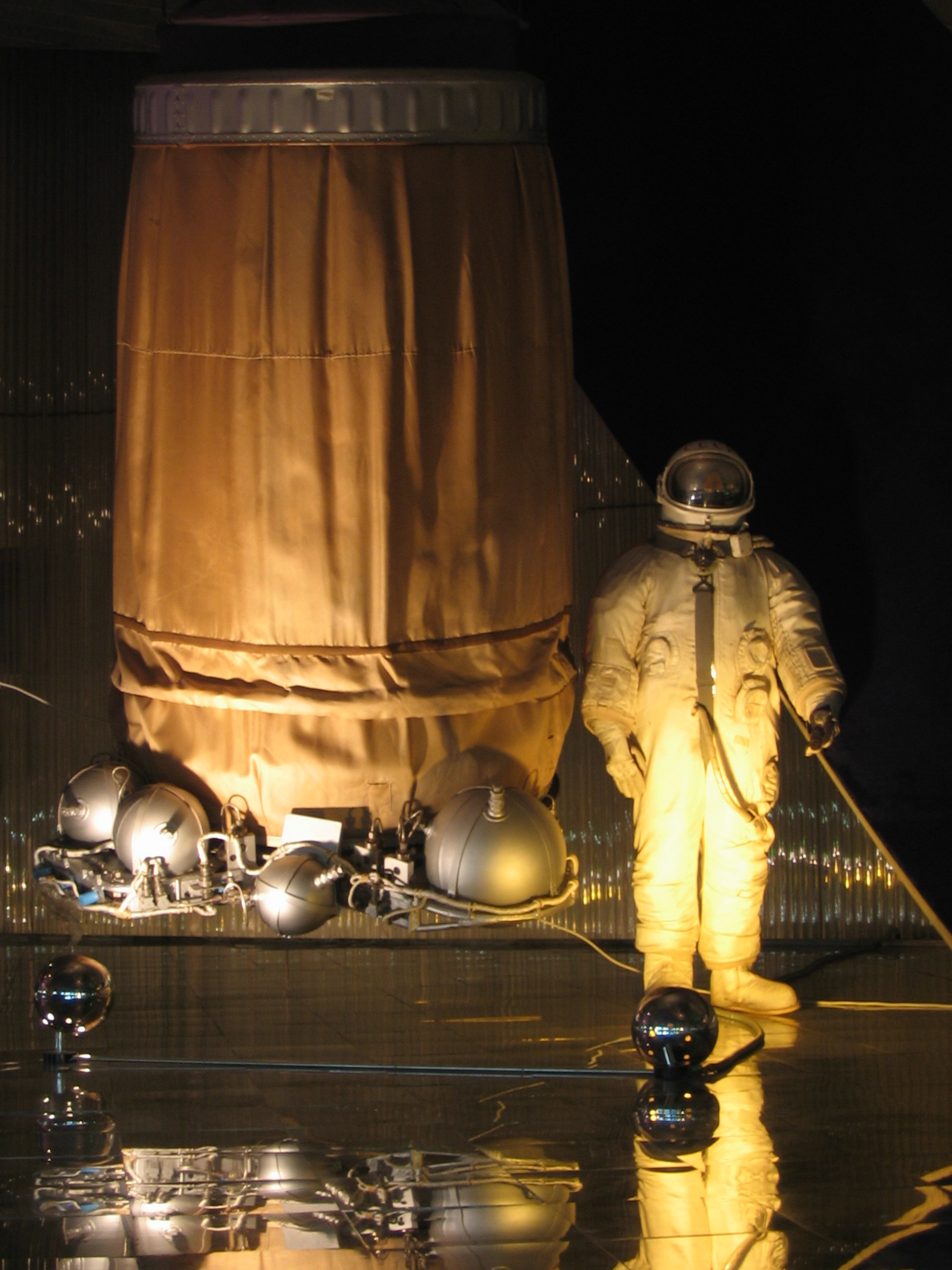
Woschod-Luftschleuse, Druckanzug

Das Woschod-Raumschiff war keine komplette Neuentwicklung, sondern ein modifiziertes Wostok-Raumschiff. Verbesserungen an der Trägerrakete R-7 ermöglichten der aus ihr entstandenen Woschod-Rakete eine höhere Nutzlast in einen Orbit zu transportieren. Dadurch konnte die Rakete das deutlich schwerere Woschod-Raumschiff tragen. Die bei den Flügen der Wostok mögliche Rückkehr ohne Bremsmanöver durch den aerodynamischen Widerstand in den niedrigen Umlaufbahnen bei Ausfall des Flüssigkeitstriebwerkes war vor dem Verbrauch der lebensnotwendigen Vorräte bei dem mehrsitzigen Einsatz aus Kapazitätsgründen nicht mehr möglich. Daher befand sich an der Spitze des Raumschiffs ein zusätzliches Feststoffbremstriebwerk. Der Schleudersitz wurde zugunsten von bis zu drei Liegen entfernt. Diese waren gegenüber dem Vorgängermodell um 90 Grad versetzt, so konnte der Raum besser genutzt werden. Die Instrumente behielten allerdings ihren ursprünglichen Platz, so dass die Besatzung fortwährend den Kopf zur Seite drehen musste. Zumindest bei der manuellen Landeprozedur des Fluges von Woschod 2 sollte sich dies nachteilig auswirken. Während die Version „3KV“ für drei Kosmonauten vorgesehen war, bot die Version „3KD“ zwei Kosmonauten Platz. Diese Version verfügte zusätzlich über eine entfaltbare Luftschleuse, die den Ausstieg in den luftleeren Raum ermöglichte und nach dem Einsatz abgesprengt wurde.
Bei den Landeprozeduren der Wostok-Raumschiffe wurden die Kosmonauten nach Öffnung des Hauptschirmes in rund sieben km Höhe aus der Kapsel katapultiert und landeten mit einem Fallschirm. Zwei beziehungsweise drei Katapultsitze ließen sich in den Woschod-Raumschiffen aus Platz- und Gewichtsgründen nicht unterbringen. Die Besatzung musste an Bord landen. Um die sanfte Landung der relativ schweren Raumschiffe zu gewährleisten, wurden unmittelbar vor dem Aufsetzen direkt über der Rückkehrkapsel im Fanggeschirr des Hauptschirms angebrachte Feststoffbremsraketen eingesetzt. Die Methode hat sich gut bewährt und wird in perfektionierter Form bis heute auch bei den Sojus-Raumschiffen praktiziert.

### Durchgeführte Flüge
Es wurden lediglich zwei bemannte Flüge durchgeführt, davor jeweils ein unbemannter Testflug mit einem Raumschiff der gleichen Konfiguration.
- Kosmos 47 (Start am 6. Oktober 1964): war ein unbemannter Testflug
- Woschod 1 (Start am 12. Oktober 1964): bemannter Erstflug mit den Kosmonauten Wladimir Komarow, Boris Jegorow und Konstantin Feoktistow
- Kosmos 57 (Start am 22. Februar 1965): fehlgeschlagener unbemannter Testflug
- Woschod 2 (Start am 18. März 1965): Flug mit Pawel Beljajew und Alexei Leonow, der den ersten Weltraumausstieg durchführte.
- Kosmos 110 (Start am 22. Februar 1966): 22-tägiger Langzeitflug mit den Hunden „Veterok“ und „Ugolyok“

### Nicht realisierte Flüge
Ein bemannter Langzeitflug mit Woschod 3, für den Kosmos 110 als Testflug durchgeführt wurde, war zwar geplant, wurde jedoch immer wieder verschoben, ohne jemals abgesagt zu werden. Schließlich wurden alle Kräfte auf das neue Sojusprogramm konzentriert. Auch alle weiteren noch unter Koroljow geplanten bzw. angedachten Flüge fanden nicht statt. 
- Woschod 3: 19-tägige Mission für Studien zur Auswirkung von Langzeitaufenthalten in der Schwerelosigkeit auf den menschlichen Organismus. Der Flug wurde mehrfach verschoben, nie offiziell abgesagt, fand jedoch letztlich nicht statt
- Woschod 4: 20-tägige Mission
- Woschod 5: eine 10-Tage-Mission mit weiblicher Besatzung (siehe auch: Woschod-5-Nunatak)
- Woschod 6: Testflug zur Erprobung eines Steuergürtels für Außenbordeinsätze
- Woschod 7: Simulation künstlicher Gravitation durch Verbindung mit der Drittstufe der Rakete und Rotation des Gesamtkomplexes